# Ріхард Плагеманн
Ріхард Плагеманн (Richard Plagemann; 17 січня 1893, Барлебен — 9 червня 1967, Брауншвейг) — німецький військовий чиновник, доктор права, генералоберштабсінтендант люфтваффе (1 липня 1944). Кавалер Лицарського хреста Хреста Воєнних заслуг з мечами.

## Біографія
1 квітня 1910 року вступив в 66-й піхотний полк. 1 травня 1912 року став військовим чиновником і був переведений в казначейську частину. Учасник Першої світової війни, займав різні інтендантські посади. Після демобілізації залишився в рейхсвері військовим чиновником. В лютому 1920 року переведений в Імперське військове міністерство, в лютому 1921 року — в адміністративну службу 2-го військового округу. З 1 лютого 1926 року — урядовий радник в адміністративній службі 1-го, з 28 січня 1931 року — 6-го військового округу. 21 серпня 1933 року переведений до Імперського міністерства авіації, з 1 квітня 1935 року — міністерський радник. Очолював інтендантські служби різних авіаційних округів та областей. З 1 червня 1939 року — інтендант 2-го повітряного флоту, одночасно з 30 вересня 1939 року — інтендант штабу головнокомандувача на Півдні генерала авіації Альберта Кессельрінга, користувався його прихильністю. 23 вересня 1943 року призначений головним інтендантом люфтваффе і займав цю посаду до кінця війни.

## Нагороди
- Залізний хрест 2-го і 1-го класу[4]
- Медаль «За відвагу» (Саксен-Альтенбург)[4]
- Почесний хрест ветерана війни з мечами
- Медаль «За вислугу років у Вермахті» 4-го, 3-го, 2-го і 1-го класу (25 років)
- Хрест Воєнних заслуг 2-го і 1-го класу
- Німецький хрест в сріблі (5 жовтня 1943)
- Лицарський хрест Хреста Воєнних заслуг з мечами (17 січня 1945)